# Kotschya eurycalyx
Kotschya eurycalyx es una especie de planta floral del género Kotschya, tribu Dalbergieae, familia Fabaceae.

## Distribución
Se distribuye por Angola, Malaui, Tanzania, Zambia y Zaire.

## Taxonomía
Fue descrita por (Harms) Dewit & P. A. Duvign. y publicada en Bull. Soc. Roy. Bot. Belgique 86: 214 (1954).